# Opisthoteuthidae
Opisthoteuthidae är en familj av pelagiska bläckfiskar som ingår i ordningen åttaarmade bläckfiskar. Enligt Catalogue of Life omfattar familjen Opisthoteuthidae de två släktena Grimpoteuthis och Opisthoteuthis med totalt 25 arter.